# Vartel
Vartel, Vartl oder auch Fardel (wahrscheinlich aus dem italien. Fardello: ein Bündel, ein Paket) war Stück- und Zählmaß in der Textilindustrie, das in Oberdeutschland, besonders in Ulm üblich und beispielsweise in Nürnberg und Wien gleich war.
- 1 Vartel = 45 Barchand/Barchant/Barchent/Barchet
- 1 Barchand = 22 Ellen

oder auch
- 1 Barchand = 24 Ellen[3][2]

Vermutlich besteht eine Beziehung zu Barchent, ähnlich dem Golsch.